# STS-94

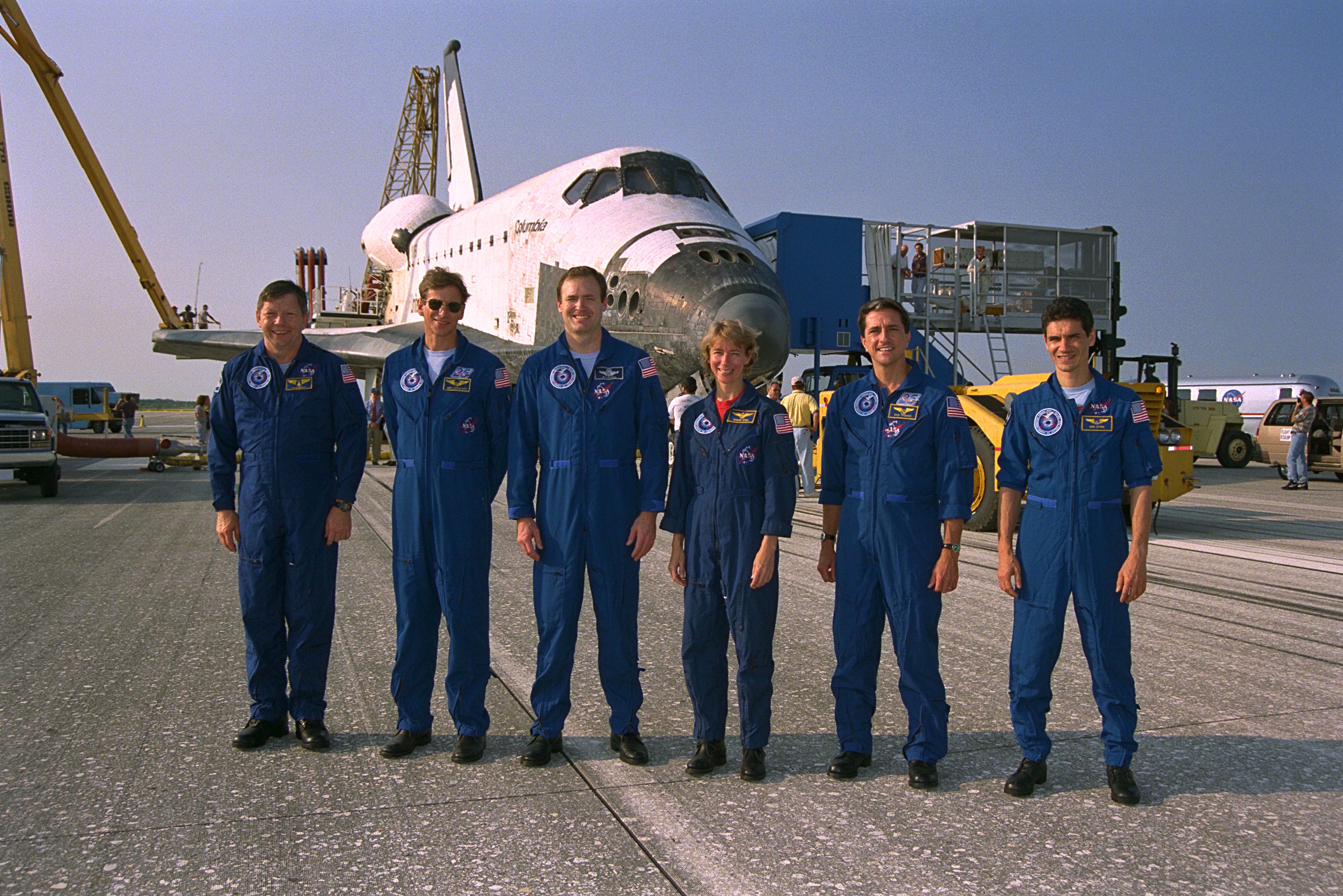
Екіпаж STS-94

 STS-94  — 85-й політ шатла в рамках програми «Спейс Шаттл» і 23-й космічний політ шатла «Колумбія», здійснений 1 липня 1997 року. Астронавти провели в космосі близько 16 днів, шаттл здійснив посадку 17 липня 1997 року.
У програму польоту входило проведення серії мікрогравітаційних експериментів в космічній лабораторії MSL-1 розміщеній в одному з модулів «Спейслеб». Це перший в історії шатлів повторний політ із тим же екіпажем і тієї ж корисним навантаженням, оскільки політ STS-83 був перерваний через технічну несправність.

## Екіпаж
- (НАСА): Джеймс Голселл (4)[2] — командир.
- (НАСА): Сьюзен Стілл (2) — пілот.
- (НАСА): Дженіс Восс (4) — фахівець польоту.
- (НАСА): Майкл Гернхардт (3) — фахівець польоту.
- (НАСА): Доналд Томас (4) — фахівець польоту.
- (НАСА): Роджер Крауч (2) — фахівець польоту.
- (НАСА): Грегорі Лінтеріс (2) — фахівець польоту.